# Chorobate

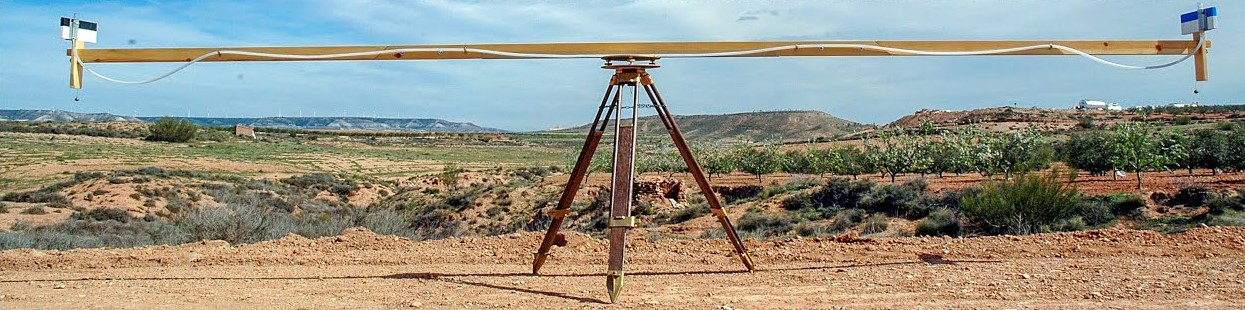
Interpretación correcta del corobate. Imagen de Isaac Moreno Gallo

El corobate es una herramienta de comprobación de niveles utilizada durante la antigüedad romana, en particular, para la construcción de acueductos.

## Características
Se trata de una regla en la cual se horadaba una ranura que el agrimensor llenaba de agua. En cada extremo de la regla, una plomada permitía comprobar la vertical. Al inclinar la regla, un simple control visual permitía apreciar el nivel del agua en la ranura. Mediante esta observación, era posible deducir la inclinación que debía darse al acueducto para garantizar en la obra la misma inclinación. El corobate se equipaba con 2 visores en cada extremidad de la regla. El espacio entre los dos visores definía la precisión de la medida; las reglas tenían en general una longitud de 20 pies, o sea alrededor de 6 metros. Cuando el viento no permitía el uso de las plomadas para el ajuste, se utilizaba la ranura superior que se llenaba de agua para definir el nivel del aparato.

## Otros instrumentos de medida
- Dioptra
- Groma
- Odómetro
- Nivel de burbuja
- Nivel de agua